# الميتة
الميتة مصطلح إسلامي معناه في اللغة: ما فارقته الحياة، وفي الاصطلاح الشرعي هي: «زائلة الحياة بغير ذكاة شرعية» فهي في مقابل المذكاة. فالحيوان في الشرع الإسلامي إما أن يكون من جنس ما يحل أكله مثل: الإبل والماعز وغير ذلك، فهذا يحل أكله بعد تذكيته بطريقة شرعية، فإن مات بغير تذكية مثل: المتردية أو مات بتذكية غير شرعية فهو ميتة، وأما ما لا يحل أكله من الحيوان فلا تفيده التذكية؛ لأنه ميتة. وحكم الميتة: أنه يحرم أكلها، وتعد نجسة إلا جلدها.

## حكمة التحريم
تنفذ الجراثيم إلى الميتة من الأمعاء والجلد والفتحات الطبيعية لكن الأمعاء هي المنفذ الأكثر مفعمة بالجراثيم، لكنها أثناء الحياة تكون عرضة للبلعمة ولفعل الخمائر التي تحلها. أما بعد موت الحيوان فإنها تنمو وتحل خمائرها الأنسجة وتدخل جدر المعي ومنها تنفذ إلى الأوعية الدموية واللمفاوية.. أما الفم والأنف والعينين والشرج فتصل إليها الجراثيم عن طريق الهواء أو الحشرات والتي تضع بويضاتها عليها. أما الجلد فلا تدخل الجراثيم عبره إلا إذا كان متهتكاً كما في المتردية والنطيحة وما شابهها.
و إن احتباس دم الميتة، كما ينقص من طيب اللحم ويفسد مذاقه فإنه يساعد على انتشار الجراثيم وتكاثرها فيه.
و كلما طالت المدة بعد هلاك الحيوان كان التعرض للضرر أشد عند أكل الميتة لأن تبدل لحمها وفسادها وتفسخه يكون أعظم، إذ إنه بعد 3ـ4 ساعات من الموت يحدث ما يسمى بالمصل الجيفي (التيبس الرمي) حيث تتصلب العضلات لتكون أحماض فيها كحمض الفسفور واللبن والفورميك ثم تعود القلوية للعضلات فيزول التيبس وذلك بتأثير التعفنات الناتجة عن التكاثر الجرثومي العفني التي تغزو الجثة بكاملها.
هذا وينشأ عن تفسخ وتحلل جثمان الميتة مركبات سامة ذات روائح كريهة ن كما أن الغازات الناتجة عن التفسخ تؤدي إلى انتفاخ الجثة خلال بضع ساعات، وهي أسرع في الحيوانات آكلة العشب من إبل وضأن وبقر وغيرها كما تعطي بعض الجراثيم أثناء تكاثرها مواد ملونة تعطي اللحم منظراً غير طبيعي ولوناً إلى الأخضر أو السواد وقوامه ألين من اللحم العادي.

## أنواع الميتة

### الميتة هرماً
كلما كبر سن الحيوان تصلبت وتليفت وأصبحت عسرة الهضم، علاوة على احتباس الدم في الجثة الميتة مما يجعل لحمها أسرع تفسخاً.

### الميتة اختناقاَ
الأختناق انعصار الحلق بما يسد مسالك الهواء. ومن علامات احتقان الملتحمة في عين الدابة ووجود نزوف تحتها وجحوظ العينين وزرقة الشفتين.، ويؤكد علم الحة عدم صلاحية المنخنقة للأكل لفساد لحمها وتغير شكله إذ يصبح لونه أحمر قاتما ً.....

### الميتة دهساً أو رضاً
و هي أنواع أشار إليها القرآن الكريم بقوله : (و الموقوذة والمتردية والنطيحة) أما ما أكل السبع، فقد يميتها رضاً أو خنقاً وكما ينجس الدم في جثتها، علاوة على أن الرضوض تجعل الدم ينتشر تحت وداخل اللحم والأنسجة المرضوضة، لذا يسود لون اللحم ويصبح لزجاً كريه الرائحة غير صالح للأكل. ويزيد الطين بلة انتشار الجراثيم من خلال السحجات والأنسجة المتهالكة ن فتنتشر بسرعة خلال اللحم المرضوض وتتكاثر فيه بسرعة وتعجل تحلله وفساده.